# Фокін Владислав Ігорович
Владислав Ігорович Фокін (рос. Владислав Игоревич Фокин; 8 червня 1986, м. Челябінськ, СРСР) — російський хокеїст, воротар. Виступає за «Трактор» (Челябінськ) у Континентальній хокейній лізі. 
Вихованець хокейної школи «Трактор» (Челябінськ). Виступав за «Трактор-2» (Челябінськ), «Нафтовик» (Леніногорськ), «Мечел» (Челябінськ), «Трактор» (Челябінськ).